# Estación de Príncipe Pío
Príncipe Pío, también denominada Madrid-Príncipe Pío, es un intercambiador de transportes de Madrid en el que confluyen varias líneas de metro, Cercanías, Media Distancia y autobuses urbanos e interurbanos, delimitado por la glorieta de San Vicente, cuesta de San Vicente, paseo de la Florida y el paseo del Rey, en el distrito de Moncloa-Aravaca. Actualmente la estación comprende también un centro cultural y de ocio.
Su tarifa corresponde a la zona A según el Consorcio Regional de Transportes, si bien pertenece a la zona 0 según la zonificación de Cercanías Madrid.
Del 31 de mayo al 5 de septiembre de 2025, los andenes de línea 6 permanecen cerrados por el cierre del arco oeste Moncloa-Méndez Álvaro, cortado por obras de automatización de línea. Se establece un Servicio Especial de autobús gratuito entre ambas estaciones.

## Situación ferroviaria
La estación forma parte del trazado de la línea férrea de ancho ibérico Atocha-Pinar de las Rozas, punto kilométrico 0,1.

## Historia

### Antecedentes: laEstación del Norte
La actual estación de Príncipe Pío fue en origen la estación del Norte, construida como terminal en Madrid de la línea General del Norte o Imperial (Madrid-Irún), perteneciente a la antigua Compañía de los Caminos de Hierro del Norte de España, por lo que su origen está irremediablemente unido al de la línea ferroviaria en cuestión. La construcción de la línea comenzó en 1856, mientras que la de la estación no empezó hasta 1859. El proyecto corrió a cargo de ingenieros franceses, de quienes tomó su nombre el puente que salva el río. Así, el primitivo embarcadero abrió sus puertas en junio de 1861, aunque con una línea que sólo llegaba hasta El Escorial.
Las instalaciones auxiliares, ante la falta de espacio, se dispusieron junto a la línea entre la estación y el Puente de los Franceses. El 16 de julio de 1882 se inauguró la parte destinada a viajeros, pero solo uno de los dos edificios previstos, paralelo a los andenes, y el frontal quedó abierto simplemente con unos jardines que salvaban el desnivel con la cuesta de San Vicente. Este primer edificio es el que hoy en día se puede ver en el paseo de la Florida. En 1928 se construyó el segundo edificio de viajeros. Se situaba, como preveía el proyecto, cerrando los andenes por la fachada de la cuesta de San Vicente y se destinaba a salida de viajeros, mientras que el edificio de 1882 quedaba reservado para llegadas. Esta segunda fase es el edificio que se observa en la cuesta de San Vicente flanqueado por dos torreones. Mientras tanto, en 1925 se había inaugurado un ramal de la línea 2 del Metro de la ciudad que unía la estación con la estación de Isabel II (hoy día Ópera), lo que permitía salvar cómodamente el fuerte desnivel entre la estación y el centro de la ciudad. Tras la Guerra Civil la estación quedó muy dañada. Además, a causa de la quiebra de la Compañía de los Caminos de Hierro del Norte —al igual que las demás compañías existentes— el Estado tuvo que rescatar la red ferroviaria, surgiendo un ente público y estatal, RENFE, que desde ese momento se encargó de la gestión de la red férrea de España. Durante estos años la estación se convirtió en la segunda terminal de la ciudad tras Atocha; no en balde era la cabecera de todos los trenes que iban de Madrid al Cantábrico, a Castilla la Vieja y a Portugal. De hecho ha sido históricamente la cabecera de la línea Madrid-Irún.
Sin embargo, el periodo de esplendor de esta estación concluyó con los nuevos accesos ferroviarios de Madrid, previstos ya en época de la Segunda República. Con la apertura de la nueva Estación de Chamartín en 1967 al norte de la ciudad como cabecera de la nueva línea directa Madrid-Burgos —que acortaba el camino hacia Irún con respecto a la línea que iba por Valladolid—, los servicios ferroviarios se traspasaron paulatinamente de la estación del Norte a las nuevas instalaciones. La vieja estación quedaba desplazada del eje fundamental, que ahora pasaban a formar Atocha y Chamartín con el túnel que las unía, y ya en 1976 todos los servicios se habían trasladado, salvo los trenes de Cercanías. En 1979 recuperó parte de su actividad al acoger los trenes (Talgos III y expresos) que se dirigían hacia Galicia.

### Desde 1990: intercambiador de transportes, centro de ocio y comercial

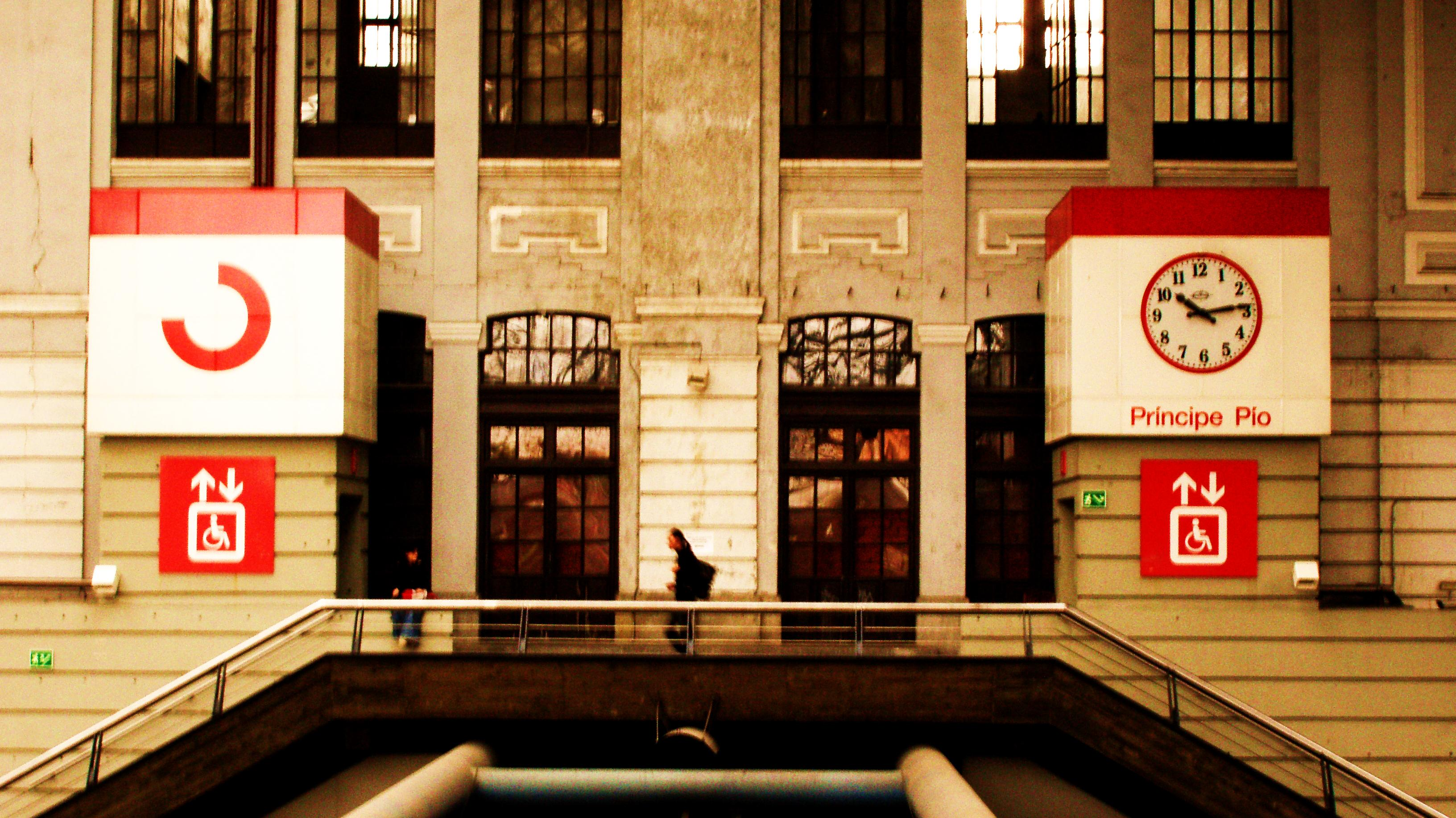
Entrada a Príncipe Pío en ascensor.

Entre 1985 y 1992, el cierre de la antigua estación de Atocha para su reforma desvió los trenes del sur y del levante español a Chamartín (a través del Túnel de la Risa) y, para que Chamartín no estuviera tan saturada (ya que, además de los trenes del sur y Levante, acogía también los trenes de Cataluña, Aragón, Navarra, La Rioja y País Vasco), algunos trenes del Cantábrico volvieron a Príncipe Pío (no solamente los gallegos, sino también los de Asturias y Cantabria), lo que supuso un último periodo de esplendor para esta estación hasta su cierre definitivo como terminal de largo recorrido en 1993. La aún Estación del Norte mantuvo los tráficos de Galicia hasta la década de 1990 (el 30 de enero de 1993 salió de esta estación el último expreso hacia la costa gallega).

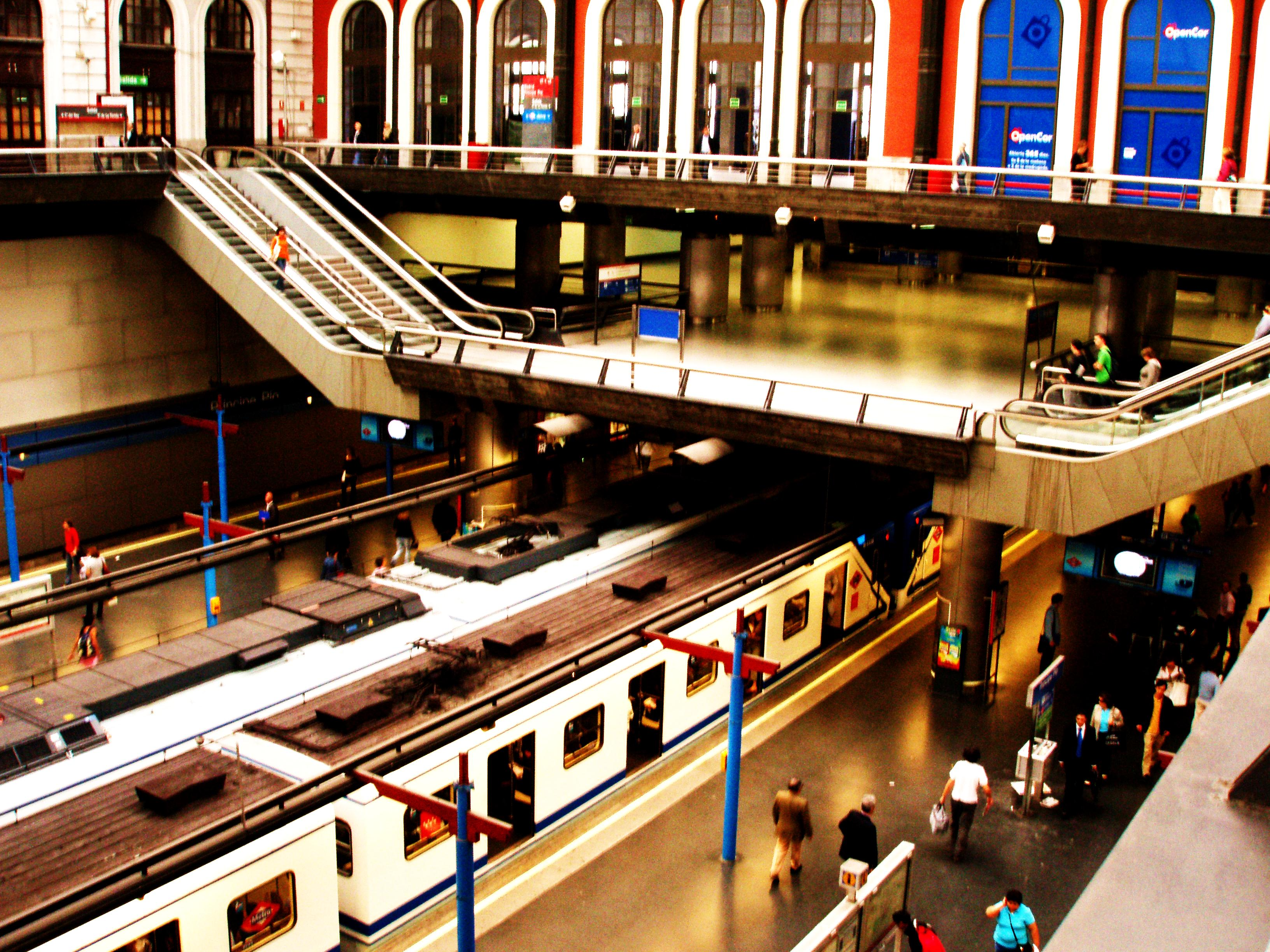
Entrada sur a Príncipe Pío.

La estación se cerró definitivamente para acometer una importante obra ideada por el ingeniero Javier Bustinduy que la convirtió en un gran intercambiador de transportes. Las obras modificaron completamente las instalaciones, abriendo un gran agujero en el centro de la estación bajo las marquesinas para acoger a las nuevas líneas de metro (6 y 10), modificando la playa de vías para adecuar las instalaciones al servicio de Cercanías y ampliando la capacidad de la circunvalación ferroviaria, que en estos años fue reformada, soterrada e integrada plenamente en la ciudad bajo la actuación conocida como Pasillo Verde Ferroviario. Con esta actuación se permitía que el servicio de Cercanías procedente del corredor noroeste pasara por la estación y continuara hacia el sur camino de la estación de Atocha. Finalmente la nueva estación fue inaugurada en 1995 con su nueva denominación de Príncipe Pío, en honor a Francisco Pío de Saboya y Moura.
Durante los primeros años de la década de 1990, el entorno también sufrió una sustancial transformación. Por un lado, la deuda histórica que RENFE arrastraba desde hacía décadas y la escasa capacidad y utilidad de todas las instalaciones ferroviarias que se levantaban junto a la línea de circunvalación entre Príncipe Pío (entonces Norte) y Atocha permitieron liberar todos esos terrenos para convertirlos en zonas dotacionales, verdes y residenciales. En esta gran reconversión urbanística ligada al Pasillo Verde Ferroviario también se incluyeron las instalaciones y parte de la playa de vías de la estación junto al paseo de la Florida. Los terrenos urbanizados fueron ocupados por viviendas y constituyen las actuales manzanas entre el paseo de la Florida y la calle Mozart.
Sin embargo, el resto de la estación no tuvo un uso claro hasta el año 2000, cuando la vieja marquesina y el edificio de viajeros de 1882 se convirtieron en un centro comercial que se completó con un nuevo edificio que ocupaba la zona de playa de vías desmantelada aún libre y fue inaugurado el conjunto el 22 de octubre de 2004.
Por entonces, todavía quedaba pendiente de uso, el edificio blanco de 1928 que hacía de vestíbulo de viajeros y cuya fachada da a la cuesta de San Vicente. Después de diversos intentos y 27 años de abandono, este edificio se reabre profundamente restaurado y reformado en 2020 como el Gran Teatro Príncipe Pío.

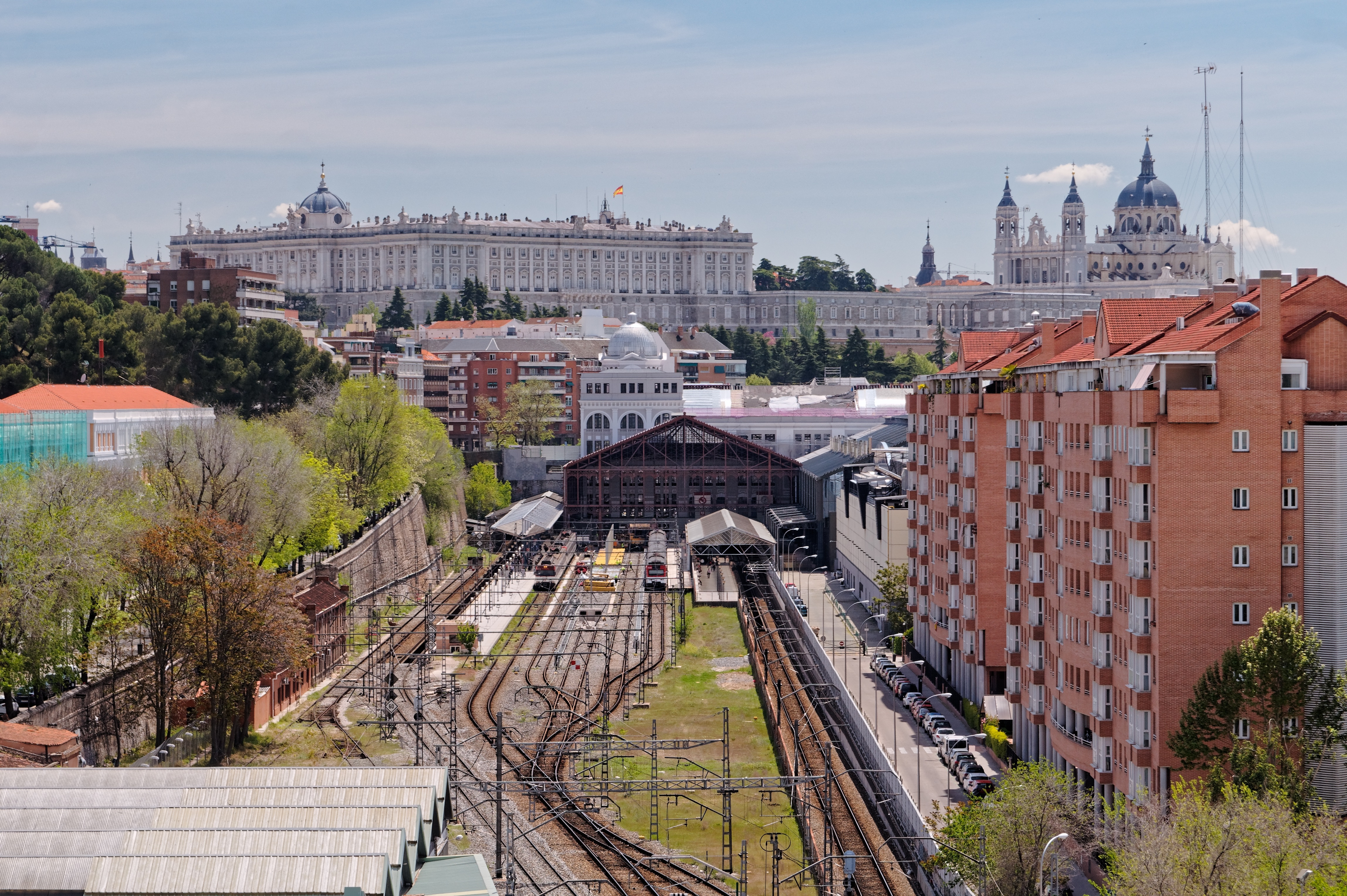
Vías férreas junto a la estación, con el Palacio Real de fondo.

La privilegiada situación del edificio en un importante nodo viario junto a la M-30 y coincidiendo con el acceso desde la autovía A-5 a la almendra central de Madrid lo han convertido en un importante centro de transportes desde donde salen o pasan multitud de líneas de autobuses interurbanos hacia el oeste y suroeste de la Comunidad de Madrid. Con el fin de organizar dichos tráficos, se aprovechó la reforma del entorno de la estación con la reconversión a centro comercial y se construyó un intercambiador en superficie que ocupaba la explanada frente a la fachada del paseo de la Florida. Esta situación duró poco tiempo, puesto que dentro del Plan de Intercambiadores 2004-2007 impulsado por la Comunidad de Madrid y el Ayuntamiento de Madrid se acometió la construcción de un nuevo intercambiador, esta vez subterráneo, con varios niveles y servicios para los viajeros, aumentando su capacidad y mejorando sus accesos al conectarlo directamente con las nuevas infraestructuras subterráneas de la M-30 y la A-5. Este nuevo intercambiador, inaugurado el 8 de mayo de 2007, se sitúa bajo el paseo de la Florida.
Hasta el año 2012 pasaba por la estación, a través del Pasillo Verde Ferroviario, un tren de larga distancia, el Estrella Picasso (Bilbao-Málaga), si bien es cierto que no efectuaba parada (en realidad este tren no tenía parada comercial en Madrid).
Desde el año 2019 la estación acoge el tráfico ferroviario de Media Distancia de las líneas que unen Madrid con el norte de España que hasta ese momento hacían parada o salían de Chamartín.

## Accesos
Vestíbulo Paseo de la Florida (común a Metro de Madrid y terminal de autobuses) 
- Intercambiador Abierto de 6:00 a 00:00 Pº Florida, 2
- Centro Comercial Cuesta de San Vicente, 40. Acceso desde el nivel 0 al Centro Comercial Príncipe Pío
- Ascensor Pº Florida, 2
- Ascensor Gta. San Vicente, 1

Vestíbulo Renfe (común a Metro y Cercanías Renfe)
- Príncipe Pío  Pº Rey, 10

## Intercambiador (líneas)

### Media Distancia
Con motivo de las obras de ampliación de Chamartín el flujo de trenes de Media Distancia Convencional hacia el norte se trasladó a Príncipe Pío de forma provisional en junio de 2019. Para ello se ha ejecutado un andén entre la vía 5 y se ha prolongado el andén de la vía 7. Se ha adaptado esta parte de la estación para alojar un acceso con tornos, una sala de espera y teleindicadores. Las líneas son:
- MD Madrid–Valladolid 1 tren Diario por sentido
- MD Madrid–Palencia 1 tren Diario por sentido
- MD Madrid–León 2 trenes Diarios por sentido
- MD Madrid–Vitoria 1 tren Diario por sentido
- MD Madrid–San Sebastián 2 trenes Diarios por sentido
- MD Madrid–Salamanca 7 trenes Diarios por sentido

### Cercanías
Esta estación es la cabecera de la línea C-7. Además, hace parada la línea C-10 que conecta Chamartín y Villalba.
Como decoración se pueden encontrar antiguas traviesas de las vías desmanteladas en el vestíbulo superior de la estación de cercanías.
| procedencia/destino | < estación | Línea | estación > | destino/procedencia |
| ------------------- | ---------- | ----- | ---------- | ------------------- |
| Terminal            | Terminal   |       | Aravaca    | Alcalá de Henares   |
| Chamartín           | Pirámides  |       | Aravaca    | Villalba            |

| Vía     | Líneas/destinos | Observaciones |
| ------- | --- | --- |
| 1       | Atocha Cercanías - Chamartín | |
| 2       | Las Rozas - Villalba | |
| 3       | Las Rozas - Chamartín - Atocha Cercanías - Alcalá de Henares | |
| 4, 6, 7 | Media Distancia destinos: - Ávila / Salamanca-La Alamedilla - Valladolid-Campo Grande / Palencia / León - Valladolid-Campo Grande / Burgos / Vitoria / San Sebastián | Andén provisional construido sobre la vía 5. Cabecera de estos servicios de Media Distancia desde el 1 de junio de 2019 y hasta fin de obras en la estación de Madrid-Chamartín. |

### Metro

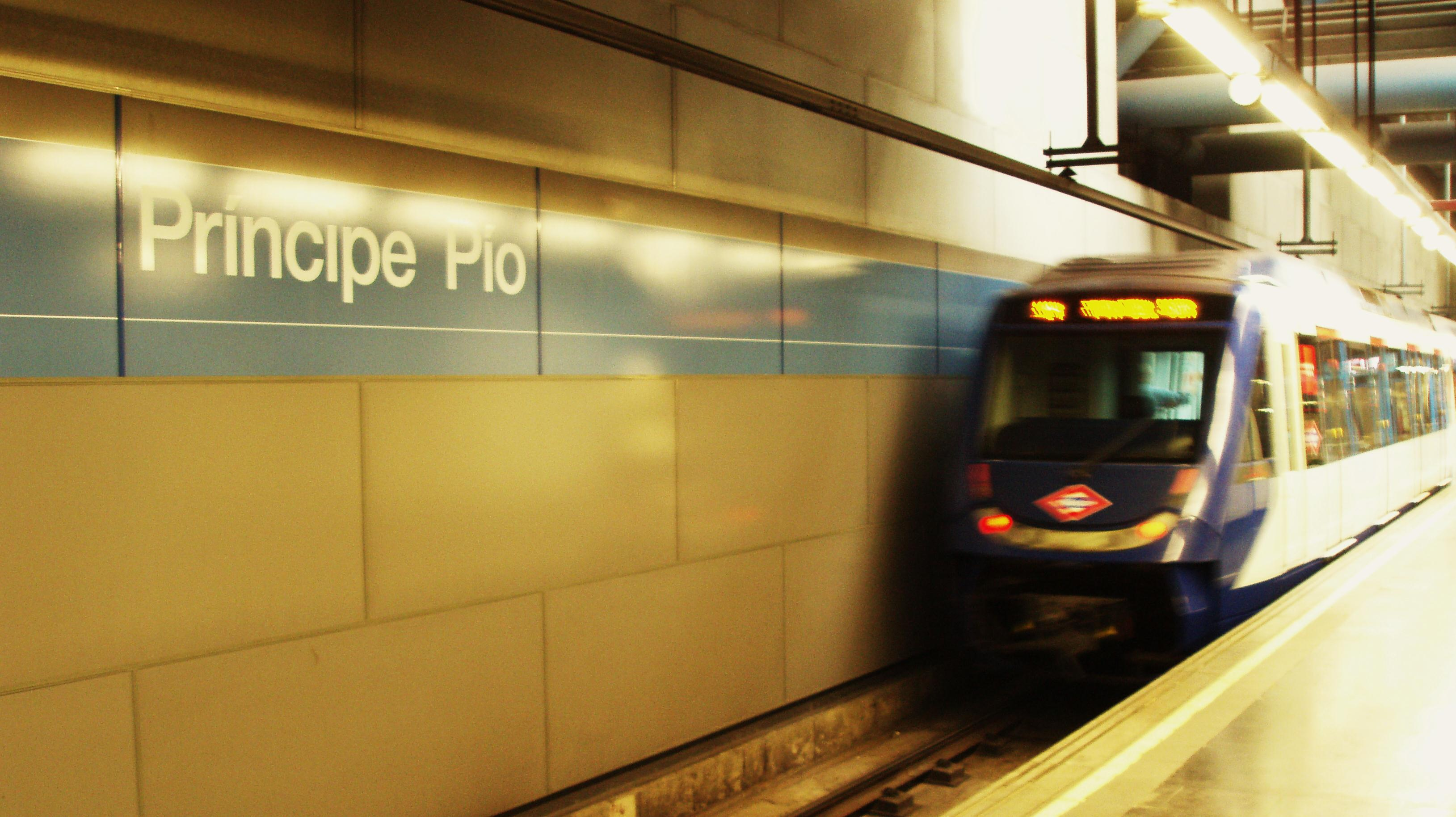
Andén de la línea 10.

| << Cabecera                                          | < Estación      | Línea | Estación >       | Cabecera >>    |
| ---------------------------------------------------- | --------------- | ----- | ---------------- | -------------- |
| Circular                                             | Argüelles       |       | Puerta del Ángel | Circular       |
| Hospital Infanta Sofía Cambio de tren en Tres Olivos | Plaza de España |       | Lago             | Puerta del Sur |
| Ópera                                                | Ópera           |       | final de línea   | final de línea |

### Autobuses
El 8 de mayo de 2007 entró en servicio el nuevo intercambiador de autobuses subterráneo. Todas las líneas urbanas e interurbanas diurnas que tenían su cabecera en la antigua terminal de autobuses de Príncipe Pío, frente al edificio de la estación, en la glorieta de San Vicente o en el paseo de la Virgen del Puerto se fueron incorporando progresivamente en el intercambiador, junto con algunas que tenían su cabecera en la Estación Sur de Autobuses de Madrid. Desde el 16 de diciembre de 2007 parten de aquí también las líneas interregionales con que opera La Veloz, destino Talavera de la Reina (y comarca) que antes partían de la vecina estación de autobuses de La Florida, en el número 11 del paseo de la Florida.
Hay varias paradas en el entorno de la Glorieta por las que pasan y paran diferentes líneas de autobús de la EMT Madrid y una línea interurbana con cabecera en Moncloa.
Desde el miércoles 15 de enero de 2025, los autobuses interurbanos y de largo recorrido dejan de prestar servicio y salir de Príncipe Pío a consecuencia del soterramiento del Paseo de Extremadura y el cierre de sus carriles, pasando la cabecera a establecerse en la explanada de Cuatro Vientos (a la entrada de la capital), el intercambiador de Plaza Elíptica ó la Estación Sur. Todas las líneas sombreadas en las tablas de color rojo, son aquellas trasladadas a otros emplazamientos.

#### Urbanos
| Diurnos                                                  |                                             |                                                         |
| Autobuses con cabecera en Intercambiador de Príncipe Pío |                                             |                                                         |
| NIVEL -1                                                 |                                             |                                                         |
| Línea                                                    | Destino                                     | Parada                                                  |
| 33                                                       | Casa de Campo                               | 3907 PRÍNCIPE PÍO (dársena 8-9)                         |
| Autobuses pasantes en Príncipe Pío                       |                                             |                                                         |
| Línea                                                    | Destino                                     | Parada                                                  |
| 25                                                       | Casa de Campo                               | 603 PRÍNCIPE PÍO (Cuesta de San Vicente, 44)            |
| 39                                                       | Colonia San Ignacio de Loyola               | 603 PRÍNCIPE PÍO (Cuesta de San Vicente, 44)            |
| 62                                                       | Los Puertos                                 | 603 PRÍNCIPE PÍO (Cuesta de San Vicente, 44)            |
| C2                                                       | Circular 2 (> Embajadores)                  | 603 PRÍNCIPE PÍO (Cuesta de San Vicente, 44)            |
| 138                                                      | San Ignacio de Loyola                       | 603 PRÍNCIPE PÍO (Cuesta de San Vicente, 44)            |
| 158                                                      | Glorieta de Los Cármenes                    | 603 PRÍNCIPE PÍO (Cuesta de San Vicente, 44)            |
| 25                                                       | Plaza de España                             | 607 PRÍNCIPE PÍO-CAMPO DEL MORO                         |
| 39                                                       | Plaza de España                             | 607 PRÍNCIPE PÍO-CAMPO DEL MORO                         |
| 158                                                      | Plaza de España                             | 607 PRÍNCIPE PÍO-CAMPO DEL MORO                         |
| 62                                                       | Cristo Rey                                  | 1562 PRÍNCIPE PÍO-CAMPO DEL MORO                        |
| C1                                                       | Circular 1 (> Cuatro Caminos)               | 1562 PRÍNCIPE PÍO-CAMPO DEL MORO                        |
| 138                                                      | Cristo Rey                                  | 1562 PRÍNCIPE PÍO-CAMPO DEL MORO                        |
| 41                                                       | Atocha                                      | 857 INTERCAMBIADOR DE PRÍNCIPE PÍO (Pº Florida, 1)      |
| 46                                                       | Sol / Sevilla                               | 857 INTERCAMBIADOR DE PRÍNCIPE PÍO (Pº Florida, 1)      |
| 75                                                       | Callao                                      | 857 INTERCAMBIADOR DE PRÍNCIPE PÍO (Pº Florida, 1)      |
| 41                                                       | Colonia del Manzanares                      | 2296 INTERCAMBIADOR DE PRÍNCIPE PÍO (Pº Florida)        |
| 46                                                       | Moncloa                                     | 2296 INTERCAMBIADOR DE PRÍNCIPE PÍO (Pº Florida)        |
| 75                                                       | Colonia del Manzanares                      | 2296 INTERCAMBIADOR DE PRÍNCIPE PÍO (Pº Florida)        |
| SE832                                                    | Hospital Fundación San José                 | 8372 PRÍNCIPE PÍO (Cabecera Glorieta de San Vicente)    |
| Nocturnos                                                |                                             |                                                         |
| Autobuses pasantes en Príncipe Pío                       |                                             |                                                         |
| Línea                                                    | Destino                                     | Parada                                                  |
| N18                                                      | Las Águilas                                 | 603 PRÍNCIPE PÍO (Cuesta de San Vicente, 44)            |
| N19                                                      | Colonia San Ignacio de Loyola               | 603 PRÍNCIPE PÍO (Cuesta de San Vicente, 44)            |
| N20                                                      | Pitis                                       | 603 PRÍNCIPE PÍO (Cuesta de San Vicente, 44)            |
| N18                                                      | Plaza de Cibeles                            | 604 PRÍNCIPE PÍO (Cuesta de San Vicente frente al Nº44) |
| N19                                                      | Plaza de Cibeles                            | 604 PRÍNCIPE PÍO (Cuesta de San Vicente frente al Nº44) |
| N20                                                      | Plaza de Cibeles                            | 604 PRÍNCIPE PÍO (Cuesta de San Vicente frente al Nº44) |
| NC1                                                      | Circular 1 (> Pza. España - Cuatro Caminos) | 1562 PRÍNCIPE PÍO-CAMPO DEL MORO                        |
| NC2                                                      | Circular 2 (> Atocha - Manuel Becerra)      | 4070 GLORIETA DE SAN VICENTE                            |

#### Interurbanos
| Diurnos                                                     |                                                          |                                                |                   |
| Autobuses con cabecera en el intercambiador de Príncipe Pío |                                                          |                                                |                   |
| NIVEL -1                                                    |                                                          |                                                |                   |
| Línea                                                       | Destino                                                  | Parada                                         | Operador          |
| Descenso de viajeros                                        | Descenso de viajeros                                     | Dársena 1                                      |                   |
| 525                                                         | Móstoles Sur (por M-50)                                  | Dársena 2                                      | Arriva Madrid     |
| 538                                                         | Navalcarnero (La Dehesa)                                 | Dársena 3                                      | Arriva Madrid     |
| 528                                                         | Navalcarnero                                             | Dársena 4                                      | Arriva Madrid     |
| 581                                                         | Brunete - Quijorna                                       | Dársena 5                                      | Auto Periferia    |
| 539                                                         | El Álamo                                                 | Dársena 6                                      | Arriva Madrid     |
| 495                                                         | Arroyomolinos - Moraleja de Enmedio                      | Dársena 7                                      | Empresa Martín    |
| 33                                                          | Casa de Campo                                            | Dársena 8                                      | EMT Madrid        |
| 534                                                         | Urbanización Parque Coímbra - Xanadú                     | Dársena 9                                      | Arriva Madrid     |
| 524                                                         | Móstoles Sur                                             | Dársena 10                                     | Arriva Madrid     |
| 522                                                         | Móstoles (por Pistas DGT)                                | Dársena 11                                     | Arriva Madrid     |
| 523                                                         | Móstoles (Villafontana)                                  | Dársena 12 y 13                                | Arriva Madrid     |
| 521                                                         | Móstoles                                                 | Dársena 14 y 15                                | Arriva Madrid     |
| NIVEL -2                                                    |                                                          |                                                |                   |
| Línea                                                       | Destino                                                  | Parada                                         | Operador          |
| 511                                                         | Alcorcón (por parque Lisboa)                             | Dársena 18                                     | Arriva Madrid     |
| 516                                                         | Alcorcón (por Universidad Rey Juan Carlos)               | Dársena 19                                     | Arriva Madrid     |
| 545                                                         | Cenicientos - Sotillo de la Adrada                       | Dársena 20                                     | Interbus          |
| 546                                                         | Rozas de Puerto Real - Casillas                          | Dársena 20                                     | Interbus          |
| 541                                                         | Villamanta - La Torre de Esteban Hambrán                 | Dársena 21                                     | Interbus          |
| 547                                                         | Villa del Prado - Almorox - Aldea en Cabo                | Dársena 21                                     | Interbus          |
| 548                                                         | Aldea del Fresno - Calalberche                           | Dársena 21                                     | Interbus          |
| 551                                                         | San Martín de Valdeiglesias - El Tiemblo/Cebreros        | Dársena 22                                     | CEVESA            |
|                                                             | Reservado autobuses largo recorrido (ver tabla inferior) | Dársena 23                                     | CEVESA y La Veloz |
|                                                             | Reservado autobuses largo recorrido (ver tabla inferior) | Dársena 24                                     | La Veloz          |
|                                                             | Reservado autobuses largo recorrido (ver tabla inferior) | Dársena 25                                     | La Veloz          |
| 513                                                         | Alcorcón (Polígono industrial Urtinsa)                   | Dársena 26                                     | Arriva Madrid     |
| 512                                                         | Alcorcón (por calle de los Cantos)                       | Dársenas 27 y 28                               | Arriva Madrid     |
| 514                                                         | Alcorcón (Los Castillos)                                 | Dársena 29                                     | Arriva Madrid     |
| 518                                                         | Villaviciosa de Odón                                     | Dársena 30                                     | Arriva Madrid     |
| Autobuses pasantes en Príncipe Pío                          |                                                          |                                                |                   |
| Línea                                                       | Destino                                                  | Parada                                         | Operador          |
| 573                                                         | Boadilla del Monte (por urbanización Montepríncipe)      | 857 Pº Florida-Príncipe Pío (n.º 3)            | Empresa Boadilla  |
| 573                                                         | Madrid (Moncloa)                                         | 16342 Pº Florida-Príncipe Pío (frente a n.º 3) | Empresa Boadilla  |
| Nocturnos                                                   |                                                          |                                                |                   |
| Autobuses con cabecera en Príncipe Pío                      |                                                          |                                                |                   |
| Línea                                                       | Destino                                                  | Parada                                         | Operador          |
| N501                                                        | Alcorcón - Móstoles                                      | 8372 Glorieta San Vicente                      | Arriva Madrid     |
| N502                                                        | Alcorcón (Estación FFCC)                                 | 8372 Glorieta San Vicente                      | Arriva Madrid     |
| N503                                                        | Móstoles (Villafontana)                                  | 8372 Glorieta San Vicente                      | Arriva Madrid     |
| N504                                                        | Villaviciosa de Odón                                     | 607 Virgen del Puerto-Campo del Moro           | Arriva Madrid     |
| N505                                                        | Navalcarnero                                             | 607 Virgen del Puerto-Campo del Moro           | Arriva Madrid     |
| N808                                                        | Arroyomolinos                                            | 607 Virgen del Puerto-Campo del Moro           | Empresa Martín    |
| Autobuses pasantes en Príncipe Pío                          |                                                          |                                                |                   |
| Línea                                                       | Destino                                                  | Parada                                         | Operador          |
| N905                                                        | Boadilla del Monte                                       | 857 Pº Florida-Príncipe Pío (n.º 3)            | Empresa Boadilla  |
| N905                                                        | Madrid (Moncloa)                                         | 16342 Pº Florida-Príncipe Pío (frente a n.º 3) | Empresa Boadilla  |

#### Largo recorrido
| Autobuses que salen del intercambiador de Príncipe Pío |                      |          |
| Destino                                                | Parada               | Operador |
| Talavera de la Reina                                   | Dársenas 23, 24 y 25 | La Veloz |
| Cuacos de Yuste                                        | Dársena 24           | La Veloz |
| La Puebla de Montalbán                                 | Dársenas 24 y 25     | La Veloz |
| Peraleda de la Mata                                    | Dársenas 24 y 25     | La Veloz |
| La Pueblanueva                                         | Dársenas 24 y 25     | La Veloz |
| Torrijos                                               | Dársenas 24 y 25     | La Veloz |
| Burujón                                                | Dársenas 24 y 25     | La Veloz |
| Fuensalida-Alcabón                                     | Dársena 23           | CEVESA   |